# Crockham Hill
Crockham Hill är en ort i grevskapet Kent i sydöstra England. Orten ligger i distriktet Sevenoaks och civil parishen Westerham, cirka 3,5 kilometer söder om Westerham och cirka 4,5 kilometer norr om Edenbridge. Tätorten (built-up area) hade 277 invånare vid folkräkningen år 2021.